# ديفيد فلير
ديفيد فلير (بالإنجليزية: David Flair)‏ (6 مارس 1979) مصارع أمريكي محترف كان أول ظهور له في حلبات المصارعة عام 1999 وهو ابن المصارع المعتزل ريك فلير وأخو المصارع الراحل ريد فلير.

## روابط خارجية
- ديفيد فلير على موقع IMDb (الإنجليزية)
- ديفيد فلير على موقع WrestlingData.com (الإنجليزية)
- ديفيد فلير على موقع CageMatch worker (الإنجليزية)
- ديفيد فلير على موقع قاعدة بيانات المصارعة على الإنترنت (الإنجليزية)
- ديفيد فلير على موقع عالم المصارعة على الإنترنت (الإنجليزية)
- ديفيد فلير على موقع عالم المصارعة على الإنترنت (الإنجليزية)